# Ким Сонсу
Ким Сонсу (кор. 김성수?, 金性洙?; 11 октября 1891 — 18 февраля 1955) — корейский педагог, идеолог независимости страны, журналист, предприниматель, политик и каллиграф.
Родился в Кочхане, учился в Японии (Университет Васэда), изучая политические науки. Имел прозвище «Инчхон». Поддерживал Движение 1 марта, в годы японского колониального правления арестовывался.
Более всего известен как основатель университета  Корё и (в 1920 году) газеты Тона ильбо (동아일보). В 1945 году основал Демократическую партию Кореи, в 1951 — 1952 годах — вице-президент Республики Корея.